# Conassiminea
Conassiminea is een geslacht van weekdieren uit de klasse van de Gastropoda (slakken).

## Soorten
- Conassiminea studderti Fukuda & Ponder, 2006
- Conassiminea zheni Fukuda & Ponder, 2006